# Polevskoy
Polevskoy (tiếng Nga: Полевской) là một thành phố Nga. Thành phố này thuộc chủ thể Sverdlovsk Oblast, 50 kilômét (31 mi) về phía tây nam Yekaterinburg. Thành phố có dân số 66.761 người (theo điều tra dân số năm 2002). Đây là thành phố lớn thứ 235 của Nga theo dân số năm 2002. Dân số qua các thời kỳ: 64,191 (Điều tra dân số 2010); 66,761 (Điều tra dân số 2002); 70,632 (Điều tra dân số năm 1989); 60,000 (1974); 25,000 (1939).